# Městská rada (Izrael)
Městská rada (hebrejsky: עירייה, Irija) je oficiální ustanovení města v rámci izraelského systému místní vlády. 
Status městské rady může být udělen ministrem vnitra samosprávné obci, obvykle místní radě, jejíž populace překročila 20 000 obyvatel a jenž má městský charakter. Ten je definován přítomností obytných, komerčních a průmyslových zón.